# Bisdom Katsina-Ala
Het bisdom Katsina-Ala (Latijn: Katsinensis-Alensis) is een rooms-katholiek bisdom met als zetel de plaats Katsina-Ala in Nigeria. Het bisdom is suffragaan aan het aartsbisdom Abuja.

## Geschiedenis
Het bisdom werd opgericht op 29 december 2012, uit het bisdom Makurdi. 

## Parochies
In 2019 telde het bisdom 33 parochies. Het bisdom had in 2019 een oppervlakte van 6.465 km2 en telde 296.375 inwoners waarvan 72,3% rooms-katholiek was.

## Bisschoppen
- Peter Iorzuul Adoboh (29 december 2012 - 14 februari 2020)
  - William Amove Avenya (administrator sinds 17 februari 2020; bisschop van Gboko)

Abuja (aartsbisdom) · Gboko · Idah · Katsina-Ala · Lafia · Lokoja · Makurdi · Otukpo